# الکساندار برانکوف
الکساندار برانکوف (بلغاری: Александър Бранеков؛ زادهٔ ۳۱ مهٔ ۱۹۸۷) بازیکن فوتبال اهل بلغارستان است.
از باشگاه‌هایی که در آن بازی کرده است می‌توان به باشگاه فوتبال لوکوموتیو صوفیه و باشگاه فوتبال زسکا صوفیه اشاره کرد.